# 漩坪乡
漩坪乡，是中华人民共和国四川省绵阳市北川羌族自治县下辖的一个乡镇级行政单位。

## 行政区划
漩坪乡下辖以下地区：
漩坪社区、石龙村、张坪村、椿芽村、十里村、清洁村、杨柳村、岩门村、瓦厂村、灯包村、景家村、永吉村、元安村、四松村、白溪村、二贯村、烧房村、楼房村、桐麻村和敏溪村。

## 歷史
2008年5月12日發生四川大地震當日，當地形成的唐家山堰塞湖將整個漩坪鄉淹沒，鄉政府、小學等全被淹沒。